# KAAG1
KAAG1‏ (Kidney associated antigen 1) هوَ بروتين يُشَفر بواسطة جين KAAG1 في الإنسان.

## الوظيفة
حتى الآن، لم تُفهم الوظيفة الكاملة لبروتين KAAG1 بشكل دقيق، ولكن الأدلة الأولية تشير إلى ما يلي:
- قد يكون له دور في تنظيم الاستجابة المناعية أو التعرف المناعي الذاتي.
- يُعتقد أن KAAG1 يعمل كبروتين مرتبط بالغشاء أو داخل الخلية، وربما يشارك في إشارات خلوية معينة.
- تشير بعض الدراسات إلى إمكانية ارتباطه بتنظيم دورة الخلية أو نمو الخلايا، وخصوصًا في الأنسجة ذات النشاط الانقسامي العالي.[3]

## الأهمية السريرية

#### 1. السرطان:
- تم التعرف على KAAG1 كـ مستضد سرطاني محتمل في بعض أنواع الأورام، خصوصًا:
  - سرطان المبيض
  - سرطان البروستاتا
  - سرطان الخصية
- في هذه السياقات، يمكن استهداف KAAG1 بواسطة العلاجات المناعية، مثل الأجسام المضادة أو لقاحات السرطان، نظراً لأنه يُعبّر عنه في الأورام ولا يظهر في معظم الأنسجة السليمة.

#### 2. الخصوبة:
- بعض الدراسات التي حللت التعبير الجيني في الخصيتين أشارت إلى أن KAAG1 قد يكون له دور في تكوين الحيوانات المنوية أو عمل الخلايا الجنسية، مما يجعله موضع اهتمام في أبحاث العقم الذكري.

#### 3. الطب المناعي:
- نظراً لتعبيره في أنواع محددة من الأنسجة، فإن KAAG1 مرشح ليكون مستضدًا نسيجيًا خاصًا، أي أنه قد يُستخدم كمؤشر لتحديد أنماط الأنسجة أو تشخيص أمراض مناعية ذات صلة بخلل في التعرف الذاتي.[4]